# Губач (рыба)
Губач, или остроносик (лат. Chelon labrosus), — вид морских лучепёрых рыб из семейства кефалевых.

## Описание
Длина тела до 60—90 см, обычно до 40 см. Продолжительность жизни более 10 лет. Тело удлинённое, довольно низкое, едва сжатое с боков, покрыто крупной  чешуёй. Передняя часть спины сжата в виде гребня, который переходит на голову. Боковая линия отсутствует, но одинарные бороздки системы боковой линии есть на чешуе спины и почти отсутствуют на чешуе верхней поверхности головы. Голова короткая, уплощённая, рот широкий. Жировые веки почти не развиты и заметны лишь по краям глаз. От других кефалей отличается хорошо развитой, толстой верхней губой, на нижней поверхности которой имеется 2—5 рядов отчётливо заметных бугорков и ряд мелких ресничных зубчиков по краю. Спина и верх головы тёмные, пепельно-зелёные или серовато-голубоватые, бока тела серовато-серебристые. Брюхо беловато-серебристое. По бокам проходят 6—8 продольных серовато-буроватых нечётких полос.

## Ареал
Встречается в восточной Атлантике от Скандинавии и Исландии на юг до Сенегала и Кабо-Верде, также в Средиземном море. В Чёрном море отмечалась одиночно у берегов Крыма и Кавказа.
Изредка отмечается у берегов Крыма. Считается, что здесь эта рыба — средиземноморский мигрант, который заходит в черноморские воды весной и летом, а при похолодании откочевывает в Средиземное море. Впервые зарегистрирован в Балаклавской бухте в октябре 1999 года и за последующие 10 лет регулярно регистрировался возле юго-западного побережья Крыма между мысами Херсонес и Айя.

## Биология
Морская, стайная, быстрая и пугливая рыба прибрежных участков. Достаточно устойчива к значительным колебаниям солености воды. Нагуливается, особенно молодь, в солоноватых и даже в опреснённых водах, но размножение проходит в море. В Средиземном море половой зрелости достигает в возрасте 4 лет при длине тела около 33 см, а нерест длится с декабря до середины марта. Питается детритом, поверхностной плёнкой дна и мелкими беспозвоночными (личинками моллюсков, ракообразными и т. д.).